# 白瀬修
白瀬 修（しらせ しゅう）は、日本のライトノベル作家。九州在住。『おと×まほ』がデビュー作。

## 作風
人の理想を反映する最良の器として“魔法少女”という器にどんな夢を盛ることが出来るのか、というように考えたことにより“男の娘”として魔法少女になる『おと×まほ』を投稿した。直前までは内容について疑問を持ち悩んだが、そういった葛藤や一種の夢のカタチへの願望を経て魂を込めて書き上げた作品であるとしている。

## 主な作品
『おと×まほ』シリーズ （挿絵：ヤス、GA文庫）